# Джунта, Уоллис
Уоллис Джунта (англ. Wallis Giunta; род. 1985, Оттава, Канада) — канадская оперная певица (меццо-сопрано) и актриса театра.

## Биография
Родилась в 1985 году в Оттаве. Её предки родом из Ирландии. Пела в детском хоре Оттавы, с которым шесть лет гастролировала по США, Италии, Великобритании, Японии и родной Канаде. Была детской актрисой озвучивания радио и мультфильмов; с 15 лет рабатала моделью.
Окончила среднюю школу канадского учебного заведения Glebe Collegiate Institute, затем прошла два курса послевузовского обучения по вокалу в Оттавском университете; будучи первокурсницей, поступила в музыкальную школу Гленна Гулда (Торонто), в 21 год получив диплом исполнительского мастерства (voice), а в 23 — диплом артиста (voice). Кроме того, певица окончила студию ансамбля Канадской оперы (2011), а также Metropolitan Opera Lindemann Young Artist Development Program и The Juilliard School Artist Diploma in Opera Studies в 2013 году.
Как обладательница меццо-сопрано начала профессиональную карьеру ещё в студенческий период с 2010 года. Выступала в крупных оперных  театрах Северной Америки, Европы и Азии, таких как «Метрополитен-опера» (Нью-Йорк), Шатле (Париж), Римский оперный театр, Four Seasons Centre (Торонто).
В свободное от оперных контрактов время играет на театральной сцене, в частности, в музыкальном театре.
Сотрудничала с известными режиссёрами, среди которых Атом Эгоян, Робер Лепаж, Майкл Майер, Сьюзен Строман.

## Награды
В 2018 году получила Международную оперную премию в номинации «Молодая певица».

## Семья
Её отец — Майкл Джунта (Michael Giunta) радиодиктор, актёр озвучивания, продюсер, сооснователь канадского аудиосервиса Galaxie (сейчас — Stingray); мать — Коллин Райт — учительница йоги; брат — Макаллан (Macallan); сестра — Марли (Marley).